# Coppa Italia Dilettanti (Fase Promozione) 1986-1987
La fase Promozione della Coppa Italia Dilettanti 1986-1987 è un trofeo di calcio cui partecipano le squadre militanti nella Promozione 1986-1987. Questa è la 6ª edizione. La vincitrice si qualifica per la finale della Coppa Italia Dilettanti 1986-1987 contro la vincitrice della fase Interregionale.

## Prima fase

### Friuli-Venezia Giulia
- Quest'anno partecipano solo 12 squadre: le 2 retrocesse dal Campionato Interregionale e le migliori 10 della stagione precedente.

| Squadra 1         | Totale        | Squadra 2       | Andata     | Ritorno    |
| ----------------- | ------------- | --------------- | ---------- | ---------- |
| PRIMO TURNO       | PRIMO TURNO   | PRIMO TURNO     | 07.09.1986 | 14.09.1986 |
| Juniors Casarsa   | 3 – 1         | Sanvitese       | 3 – 0      | 0 – 1      |
| Sacilese          | 1 – 2         | Cordenonese     | 1 – 1      | 0 – 1      |
| Centro del Mobile | 1 – 4         | Pasianese       | 1 – 2      | 0 – 2      |
| Manzanese         | 1 – 3         | Sangiorgina     | 1 – 2      | 0 – 1      |
| Trivignano        | 0 – 4         | Cormonese       | 0 – 3      | 0 – 1      |
| Portuale Trieste  | 0 – 6         | Monfalcone      | 0 – 4      | 0 – 2      |
| SECONDO TURNO     | SECONDO TURNO | SECONDO TURNO   | 21.09.1986 | 15.10.1986 |
| Cordenonese       | 0 – 1         | Juniors Casarsa | 0 – 0      | 0 – 1      |
| Pasianese         | 0 – 1         | Sangiorgina     | 0 – 0      | 0 – 1      |
| Monfalcone        | 1 – 1 (gfc)   | Cormonese       | 0 – 0      | 1 – 1      |

### Umbria
- 6 squadre.
Non ammesse: Bastardo, Ellera, Mar.Col, Nocera Umbra, Nuova Virtus Spoleto, Orvietana, Pianello, Ponte Felcino, Pontevecchio e Todi.

| Squadra 1      | Totale          | Squadra 2     | Andata     | Ritorno    |
| -------------- | --------------- | ------------- | ---------- | ---------- |
| PRIMO TURNO    | PRIMO TURNO     | PRIMO TURNO   | 07.09.1986 | 14.09.1986 |
| Julia Spello   | 5 – 0           | Bastia        | 3 – 0      | 2 – 0      |
| Lama           | 1 – 1 (6-5 dtr) | Valfabbrica   | 0 – 1      | 1 – 0      |
| Spoleto        | 0 – 1           | Gualdo        | 0 – 0      | 0 – 1      |
| SECONDO TURNO  | SECONDO TURNO   | SECONDO TURNO | 21.09.1986 | 22.10.1986 |
| (ABR) Avezzano | 4 – 2           | Julia Spello  | 2 – 1      | 2 – 1      |
| Gualdo         | 4 – 4 (gfc)     | Lama          | 1 – 1      | 3 – 3      |

### Abruzzo
| Squadra 1     | Totale        | Squadra 2          | Andata     | Ritorno    |
| ------------- | ------------- | ------------------ | ---------- | ---------- |
| PRIMO TURNO   | PRIMO TURNO   | PRIMO TURNO        | 07.09.1986 | 14.09.1986 |
| Avezzano      | 3 – 1         | Scaloriver Chieti  | 1 – 0      | 2 – 1      |
| SECONDO TURNO | SECONDO TURNO | SECONDO TURNO      | 21.09.1986 | 22.10.1986 |
| Avezzano      | 4 – 2         | Julia Spello (UMB) | 2 – 1      | 2 – 1      |

### Basilicata
| Squadra 1     | Totale        | Squadra 2     | Andata     | Ritorno    |
| ------------- | ------------- | ------------- | ---------- | ---------- |
| PRIMO TURNO   | PRIMO TURNO   | PRIMO TURNO   | 07.09.1986 | 14.09.1986 |
| Real Genzano  | ? – ?         | Genzano       | 1 – 0      | ? – ?      |
| Murese        | ? – ?         | Pop. Invicta  | ? – ?      | 0 – 4      |
| Lauria        | 2 – 5         | Scanzano      | 2 – 3      | 0 – 2      |
| SECONDO TURNO | SECONDO TURNO | SECONDO TURNO | 21.09.1986 | 22.10.1986 |
| Real Genzano  | ? – ?         | Scanzano      | 1 – 0      | ? – ?      |
| Gaeta         | ? – ?         | Murese        | 4 – 0      | ? – ?      |

## Terzo turno
| Squadra 1                | Totale          | Squadra 2                | Andata     | Ritorno    |
| ------------------------ | --------------- | ------------------------ | ---------- | ---------- |
| TRENTADUESIMI            | TRENTADUESIMI   | TRENTADUESIMI            | 03.12.1986 | 17.12.1986 |
| (FVG) Juniors Casarsa    | 1 – 3           | Ponte nelle Alpi (VEN)   | 0 – 2      | 1 – 1      |
| (FVG) Sangiorgina        | 1 – 5           | Alpilatte Zanè (VEN)     | 0 – 0      | 1 – 5      |
| (VEN) Ge.Me.Az. San Polo | 0 – 0 (4-3 dtr) | Monfalcone (FVG)         | 0 – 0      | 0 – 0      |
| (MAR) Sangiustese        | 1 – 4           | Gualdo (UMB)             | 0 – 2      | 1 – 2      |
| (ABR) Avezzano           | 7 – 4           | Anzio (LAZ)              | 4 – 1      | 3 – 3      |
| (PUG) Massafra           | 1 – 1 (5-4 dtr) | Cirò Marina (CAL)        | 1 – 0      | 0 – 1      |
| (PUG) Triggiano          | 0 – 0 (2-3 dtr) | Fisciano (CAM)           | 0 – 0      | 0 – 0      |
| (BAS) Scanzano           | ? – ?           | Sant'Antonio Abate (CAM) | 0 – 0      | ? – ?      |
| (?) ?                    | ? – ? (?-? dtr) | Carmiano (PUG)           | ? – ?      | ? – ?      |

## Quarto turno
| Squadra 1      | Totale     | Squadra 2    | Andata     | Ritorno    |
| -------------- | ---------- | ------------ | ---------- | ---------- |
| SEDICESIMI     | SEDICESIMI | SEDICESIMI   | 07.07.1987 | 15.01.1987 |
| (ABR) Avezzano | 3 – 2      | Gualdo (UMB) | 1 – 0      | 2 – 2      |

## Ottavi di finale
| Squadra 1      | Totale      | Squadra 2           | Andata | Ritorno |
| -------------- | ----------- | ------------------- | ------ | ------- |
| (ABR) Avezzano | 2 – 2 (dtr) | Sangiuseppese (CAM) | 1 – 1  | 1 – 1   |

## Quarti di finale
| Squadra 1      | Totale | Squadra 2      | Andata | Ritorno |
| -------------- | ------ | -------------- | ------ | ------- |
| (ABR) Avezzano | 4 – 1  | Fisciano (CAM) | 3 – 0  | 1 – 1   |

## Semifinali
| Squadra 1      | Totale | Squadra 2            | Andata | Ritorno |
| -------------- | ------ | -------------------- | ------ | ------- |
| (ABR) Avezzano | 2 – 1  | Alpilatte Zanè (VEN) | 1 – 1  | 1 – 0   |
| (LOM) Verbano  | ?      | ?                    | ?      | ?       |

## Finale
| Squadra 1      | Totale | Squadra 2     | Andata | Ritorno |
| -------------- | ------ | ------------- | ------ | ------- |
| (ABR) Avezzano | 4 – 2  | Verbano (LOM) | 2 – 1  | 2 – 1   |